# 曹勤
曹 勤（そう きん、生没年不詳）は、中国の後漢時代末期の人物。父は曹操。母は孫姫。同母兄は曹上・曹彪。
早逝したと言われる。魏の時代に当たる太和5年（231年）、剛の殤公として領国と諡号を追贈されたが、跡継ぎはいなかった。